# KTM-30

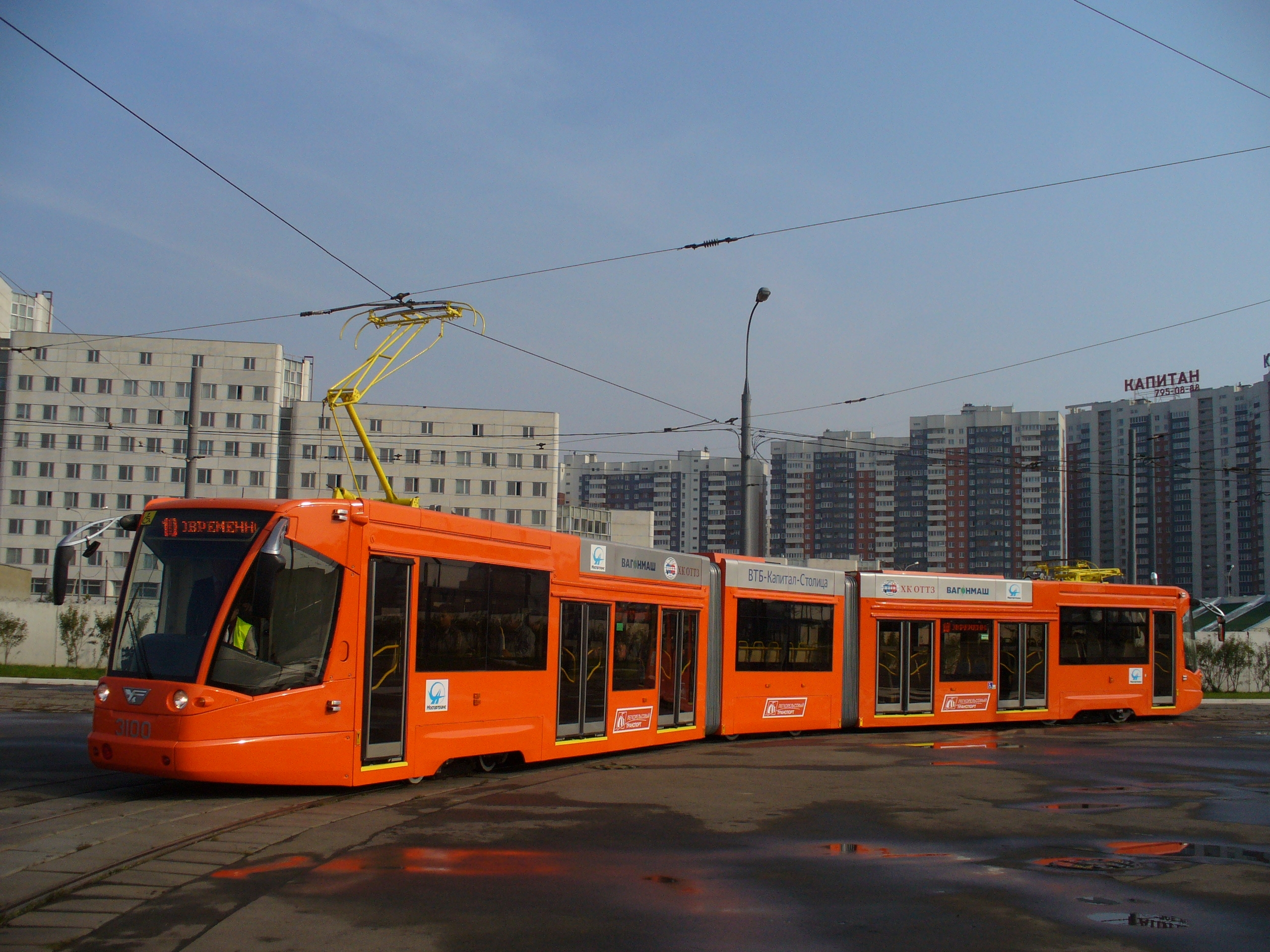
Prototyp tramvaje KTM-30

KTM-30 (podle unifikovaného označení 71-630) je prototyp ruské tramvaje, navržené a vyrobené společností UKVZ. Na veřejnosti se poprvé objevila 20. srpna 2006.
Jedná se o tříčlánkový, obousměrný (dvě kabiny, dveře po obou stranách), ze 70 % nízkopodlažní vůz. Osobám se sníženou pohyblivostí jsou k dispozici dvě nájezdové rampy. V tramvaji je 58 míst k sezení, která jsou, stejně jako v soupravách metra, uspořádaná podélně. Tramvaj je navržena pro rychlodrážní provoz v Moskvě. Tam se nachází také jediný prototyp, který je deponován ve Vozovně Krasnopresněnskoje.